# Ausztrália az 1988. évi téli olimpiai játékokon
Ausztrália a kanadai Calgaryban megrendezett 1988. évi téli olimpiai játékok egyik részt vevő nemzete volt. Az országot az olimpián 6 sportágban 18 sportoló képviselte, akik érmet nem szereztek.

## Alpesisí
Férfi
| Versenyző       | Versenyszám            | 1. futam      | 1. futam      | 2. futam | 2. futam | Összesítés    | Összesítés    |
| Versenyző       | Versenyszám            | Idő           | Hely.         | Idő      | Hely.    | Idő           | Helyezés      |
| --------------- | ---------------------- | ------------- | ------------- | -------- | -------- | ------------- | ------------- |
| Richard Biggins | Műlesiklás             | nem ért célba | nem ért célba | kiesett  | kiesett  | kiesett       | kiesett       |
| Richard Biggins | Óriás-műlesiklás       | 1:09,33       | 36.           | 1:06,15  | 31.      | 2:15,48       | 32.           |
| Richard Biggins | Szuperóriás-műlesiklás |               |               |          |          | 1:47,38       | 31.           |
| Peter Forras    | Lesiklás               |               |               |          |          | nem ért célba | nem ért célba |
| Steven Lee      | Lesiklás               |               |               |          |          | 2:04,46       | 22.           |
| Steven Lee      | Óriás-műlesiklás       | 1:10,64       | 41.           | 1:06,90  | 36.      | 2:17,54       | 36.           |
| Steven Lee      | Szuperóriás-műlesiklás |               |               |          |          | nem ért célba | nem ért célba |

| Versenyző    | Versenyszám | Lesiklás | Lesiklás | Lesiklás | Műlesiklás | Műlesiklás | Műlesiklás | Műlesiklás | Műlesiklás | Műlesiklás | Műlesiklás | Összesítés | Összesítés |
| Versenyző    | Versenyszám | Lesiklás | Lesiklás | Lesiklás | 1. futam   | 1. futam   | 2. futam   | 2. futam   | Össz.      | Össz.      | Össz.      | Összesítés | Összesítés |
| Versenyző    | Versenyszám | Idő      | Pont     | Hely.    | Idő        | Hely.      | Idő        | Hely.      | Idő        | Pont       | Hely.      | Pont       | Helyezés   |
| ------------ | ----------- | -------- | -------- | -------- | ---------- | ---------- | ---------- | ---------- | ---------- | ---------- | ---------- | ---------- | ---------- |
| Peter Forras | Összetett   | kizárták | kizárták | kizárták | kiesett    | kiesett    | kiesett    | kiesett    | kiesett    | kiesett    | kiesett    | kiesett    | kiesett    |
| Steven Lee   | Összetett   | kizárták | kizárták | kizárták | kiesett    | kiesett    | kiesett    | kiesett    | kiesett    | kiesett    | kiesett    | kiesett    | kiesett    |

## Biatlon
| Versenyző   | Versenyszám  | Lövőhiba | Időeredmény | Helyezés |
| ----------- | ------------ | -------- | ----------- | -------- |
| Andrew Paul | 10 km sprint | 1        | 30:36,6     | 62.      |
| Andrew Paul | 20 km egyéni | 6        | 1:08:59,3   | 57.      |

## Bob
| Versenyző                                                | Versenyszám | 1. futam | 1. futam | 2. futam | 2. futam | 3. futam | 3. futam | 4. futam | 4. futam | Összesítés | Összesítés |
| Versenyző                                                | Versenyszám | Idő      | Hely.    | Idő      | Hely.    | Idő      | Hely.    | Idő      | Hely.    | Idő        | Helyezés   |
| -------------------------------------------------------- | ----------- | -------- | -------- | -------- | -------- | -------- | -------- | -------- | -------- | ---------- | ---------- |
| Adrian Di Piazza Simon Dodd                              | Kettes      | 1:00,03  | 33.      | 1:00,94  | 31.      | 1:01,23  | 21.      | 1:00,41  | 23.      | 4:02,61    | 26.        |
| Angus Stuart Martin Harland                              | Kettes      | 59,21    | 26.      | 1:00,15  | 18.      | 1:01,38  | 24.      | 1:00,49  | 24.      | 4:01,23    | 23.        |
| Adrian Di Piazza Martin Harland Simon Dodd Stephen Craig | Négyes      | 58,20    | 25.      | 58,87    | 22.      | 57,25    | 16.      | 59,02    | 24.      | 3:53,34    | 23.        |

## Gyorskorcsolya
Férfi
| Versenyző          | Versenyszám | Eredmény | Helyezés |
| ------------------ | ----------- | -------- | -------- |
| Colin Coates       | 10 000 m    | 14:41,88 | 26.      |
| Danny Kah          | 1500 m      | 1:55,19  | 14.      |
| Danny Kah          | 5000 m      | 6:52,14  | 10.      |
| Mike Richmond      | 500 m       | 37,77    | 23.      |
| Mike Richmond      | 1000 m      | 1:14,61  | 14.      |
| Mike Richmond      | 1500 m      | 1:54,95  | 12.      |
| Phillip Tahmindjis | 1000 m      | 1:16,38  | 31.      |
| Phillip Tahmindjis | 1500 m      | 1:57,63  | 32.      |

## Műkorcsolya
| Versenyző        | Versenyszám  | Kötelező elemek   | Kötelező elemek | Kötelező elemek | Rövid program     | Rövid program | Rövid program | Kűr               | Kűr     | Kűr         | Összesítés         | Összesítés |
| Versenyző        | Versenyszám  | Több. hely. száma | Hely.           | Hely. pont.     | Több. hely. száma | Hely.         | Hely. pont.   | Több. hely. száma | Hely.   | Hely. pont. | Helyezési pontszám | Helyezés   |
| ---------------- | ------------ | ----------------- | --------------- | --------------- | ----------------- | ------------- | ------------- | ----------------- | ------- | ----------- | ------------------ | ---------- |
| Cameron Medhurst | Férfi egyéni | 5×17+             | 18.             | 10,8            | 6×16+             | 16.           | 6,4           | 5×20+             | 20.     | 20,0        | 37,2               | 19.        |
| Tracy Brook      | Női egyéni   | 5×23+             | 26.             | 15,6            | 5×22+             | 23.           | 9,2           | kiesett           | kiesett | kiesett     | kiesett            | kiesett    |

| Versenyző                      | Versenyszám | Kötelező elemek   | Kötelező elemek | Kötelező elemek | Rövid program     | Rövid program | Rövid program | Kűr               | Kűr   | Kűr         | Összesítés         | Összesítés |
| Versenyző                      | Versenyszám | Több. hely. száma | Hely.           | Hely. pont.     | Több. hely. száma | Hely.         | Hely. pont.   | Több. hely. száma | Hely. | Hely. pont. | Helyezési pontszám | Helyezés   |
| ------------------------------ | ----------- | ----------------- | --------------- | --------------- | ----------------- | ------------- | ------------- | ----------------- | ----- | ----------- | ------------------ | ---------- |
| Monica MacDonald Rodney Clarke | Jégtánc     | 9×20+             | 20.             | 8,0             | 9×20+             | 20.           | 12,0          | 9×20+             | 20.   | 20,0        | 40,0               | 20.        |

## Sífutás
Férfi
| Versenyző     | Versenyszám | Eredmény   | Helyezés   |
| ------------- | ----------- | ---------- | ---------- |
| Chris Heberle | 15 km       | 45:19,5    | 33.        |
| Chris Heberle | 30 km       | 1:34:25,6  | 45.        |
| David Hislop  | 15 km       | 50:19,8    | 70.        |
| David Hislop  | 30 km       | 1:38:48,8  | 62.        |
| David Hislop  | 50 km       | nem indult | nem indult |